# Comté d'Audubon
Pour les articles homonymes, voir Audubon.
Le comté d'Audubon est un comté de l'État de l'Iowa, aux États-Unis.
Le comté fut baptisé du nom de John James Audubon, un ornithologue, naturaliste et peintre américain d'origine française.